# Carmen-Ileana Mihălcescu
Carmen-Ileana Mihălcescu (ur. 14 maja 1970 w Bukareszcie) – rumuńska dziennikarka, prawniczka i polityczka.
Członkini Izby Deputowanych Rumunii w latach 2000–2004 i ponownie w latach 2008–2023 oraz jej wiceprzewodnicząca w latach 2017–2020 (w 2019 p.o. przewodniczącej Izby). Od 2024 Ambasadorka Rumunii w Grecji.

## Życiorys

### Młodość i edukacja
Mihălcescu urodziła się 14 maja 1970 roku w Bukareszcie (ówcześnie w Rumuńskiej Republice Ludowej).
Ukończyła studia na wydziale prawa na Universitatea „Lucian Blaga” w Sybinie. Ukończyła również Universitatea Națională de Apărare „Carol I”.

### Życie zawodowe
W latach 1993–1995 była redaktorką rumuńskiego dziennika Jurnalul Național. Była dziennikarką akredytowaną do Senatu Rumunii. W latach 1995–1997 pracowała jako reporterka stacji telewizyjnej Antena 1 (Rumunia), również w rumuńskim senacie. Od 1999 pracowała jako prawniczka w przedsiębiorstwie ARED.

### Działalność polityczna
Jest członkinią rumuńskiej Partii Socjaldemokratycznej. W latach 1999–2001 odpowiadała za relacje międzynarodowej partyjnej młodzieżówki. Była członkinią sztabu podczas wyborów parlamentarnych w Rumunii w 2000 roku.
W wyborach w 2000 roku uzyskała mandat członkini do Izby Deputowanych Rumunii. W Izbie zasiadała w Komisji do Spraw Prawnych, Dyscypliny i Immunitetów, Komisji ds. Równych Możliwości Kobiet i Mężczyzn, Komisji Kultury, Sztuki i Mediów oraz Komitecie Integracji Europejskiej. Była członkinią parlamentarnej grupy rumuńsko-filipińskiej oraz wiceprzewodniczącą parlamentarnej grupy rumuńsko-czeskiej.
Od 26 stycznia 2004 do 11 marca 2005 była zastępczynią członka w Zgromadzeniu Parlamentarnym Rady Europy.
W wyborach parlamentarnych w 2008 roku ponownie została członkinią Izby Deputowanych. Zasiadała w Komisji Administracji Publicznej i Planowania Terytorialnego, Komisji do Spraw Prawnych, Dyscypliny i Immunitetów oraz Komisji Spraw Zagranicznych. Była członkinią parlamentarnej grupy rumuńsko-portugalskiej, grupy rumuńsko-łotewskiej oraz przewodniczyła parlamentarnej grupie rumuńsko-południowoafrykańskiej. Przez całą kadencję (poza okresem marzec-maj 2010) zasiadała w klubie parlamentarnym Partii Socjaldemokratycznej. Od lutego 2011 była jego rzeczniczką prasową.
Od 27 kwietnia 2009 do 26 kwietnia 2010 ponownie była zastępczynią członka w Zgromadzeniu Parlamentarnym Rady Europy.
Uzyskała reelekcję w wyborach parlamentarnych w 2012 roku. Zasiadała w Komisji Administracji Publicznej i Planowania Terytorialnego i Komisji Środowiska i Balansu Ekologicznego, której przewodniczyła. Była członkinią parlamentarnej grupy rumuńsko-brytyjsko-irlandzkiej i rumuńsko-iworyjskiej. Była wiceprzewodniczącą klubu Partii Socjaldemokratycznej.
Po wyborach parlamentarnych w 2016 roku ponownie została członkinią Izby Deputowanych. Zasiadała w Komisji Środowiska i Balansu Ekologicznego. Była członkinią parlamentarnej grupy rumuńsko-izraelskiej i rumuńsko-katarskiej. Była wiceprzewodniczącą izby w następujących okresach czasu (od lutego do września 2017, od września 2017 do lutego 2018, od lutego do września 2018, od września 2018 do lutego 2019, od lutego do września 2019, od września 2019 do lutego 2020, od lutego do września 2020 i od września do grudnia 2020).
Bez powodzenia startowała w wyborach do Parlamentu Europejskiego w 2019 roku.
W maju 2019 pełniła funkcję p.o. przewodniczącej Izby Deputowanych po rezygnacji Liviego Dragnea. Powróciła na fotel wiceprzewodniczącej po wyborze Marcela Ciolacu.
W wyborach parlamentarnych w 2020 roku po raz ostatni została wybrana do Izby Deputowanych. Była wiceprzewodniczącą Komisji Spraw Zagranicznych oraz członkinią delegacji do Assemblée parlementaire de la Francophonie. Była członkinią parlamentarnej grupy rumuńsko-brytyjsko-irlandzkiej, rumuńsko-luksemburskiej i rumuńsko-boliwijskiej. 1 grudnia 2023 zrezygnowała z mandatu.
W sierpniu 2023 roku została mianowaną konsulem generalnym Rumunii w Salonikach. W październiku 2024 roku Prezydent Rumunii mianował ją ambasadorem Rumunii w Grecji. 20 listopada złożyła list uwierzytelniający na ręce Prezydent Grecji Ekaterini Sakielaropulu.

### Życie prywatne
Mówi w języku angielskim i języku francuskim. Jest mężatką, jej mąż jest doradcą Partii Socjaldemokratycznej.